# Крачунешти (Васлуј)
Крачунешти (рум. Crăciunești) насеље је у Румунији у округу Васлуј у општини Ребрича. Oпштина се налази на надморској висини од 198 m.

## Становништво
Према подацима из 2002. године у насељу је живело 387 становника, од којих су сви румунске националности.